# Cléry-le-Petit
Cléry-le-Petit ist eine französische Gemeinde mit 189 Einwohnern (Stand: 1. Januar 2022) im Département Meuse in der Region Grand Est (vor 2016: Lothringen). Die Gemeinde gehört zum Arrondissement Verdun und zum Kanton Stenay.

## Geographie
Cléry-le-Petit liegt etwa 31 Kilometer nordnordwestlich von Verdun an der Maas (frz. Meuse) und ihrem Nebenfluss Andon. Umgeben wird Cléry-le-Petit von den Nachbargemeinden Doulcon im Nordwesten und Norden, Dun-sur-Meuse im Norden und Nordosten, Liny-devant-Dun im Osten und Südosten, Brieulles-sur-Meuse im Süden sowie Cléry-le-Grand im Westen.

## Bevölkerungsentwicklung
| Jahr                       | 1962 | 1968 | 1975 | 1982 | 1990 | 1999 | 2006 | 2011 | 2019 |
| Einwohner                  | 184  | 213  | 311  | 306  | 190  | 204  | 205  | 196  | 190  |
| Quellen: Cassini und INSEE |      |      |      |      |      |      |      |      |      |

## Sehenswürdigkeiten

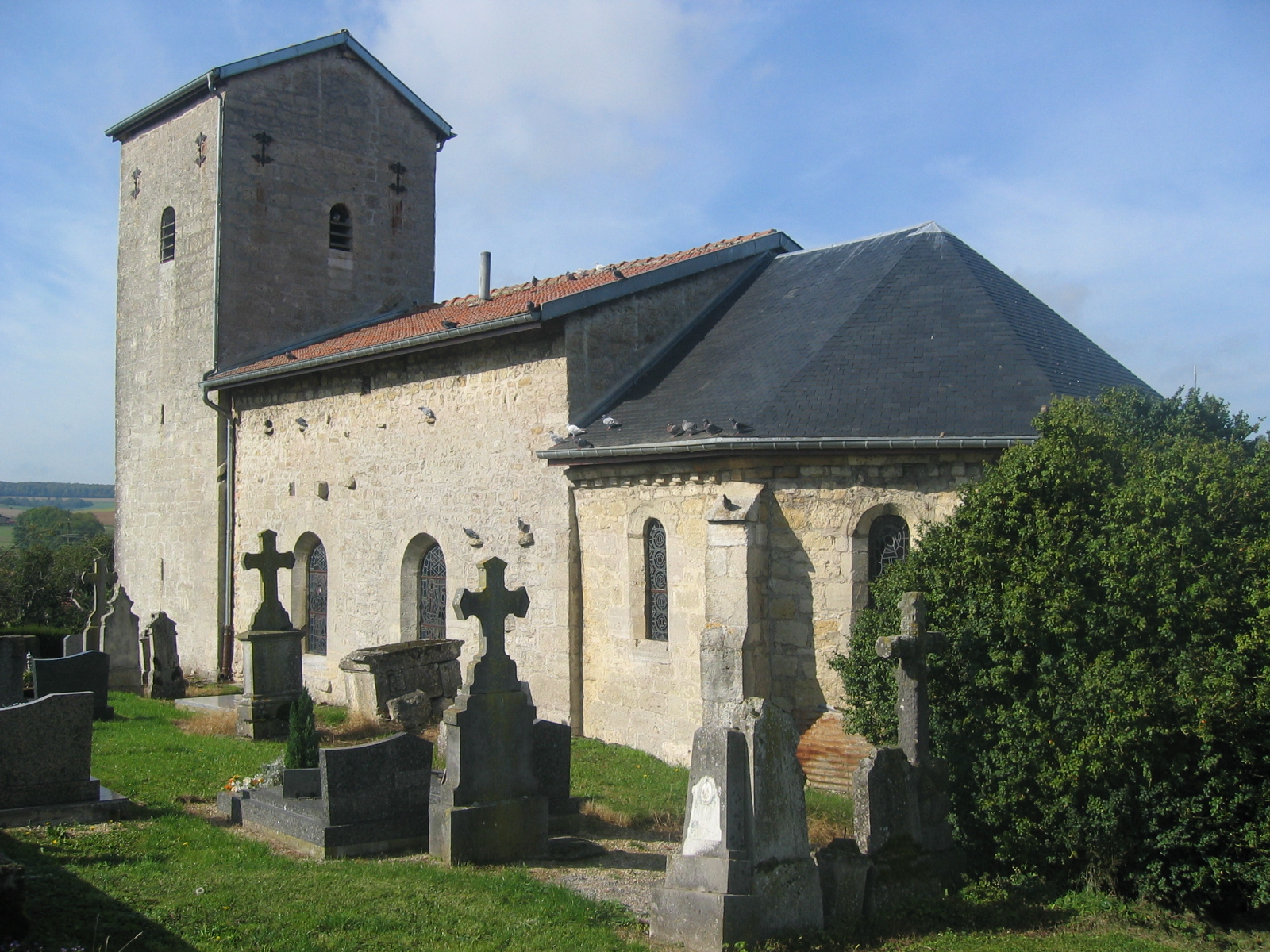
Kirche Saint-Vincent

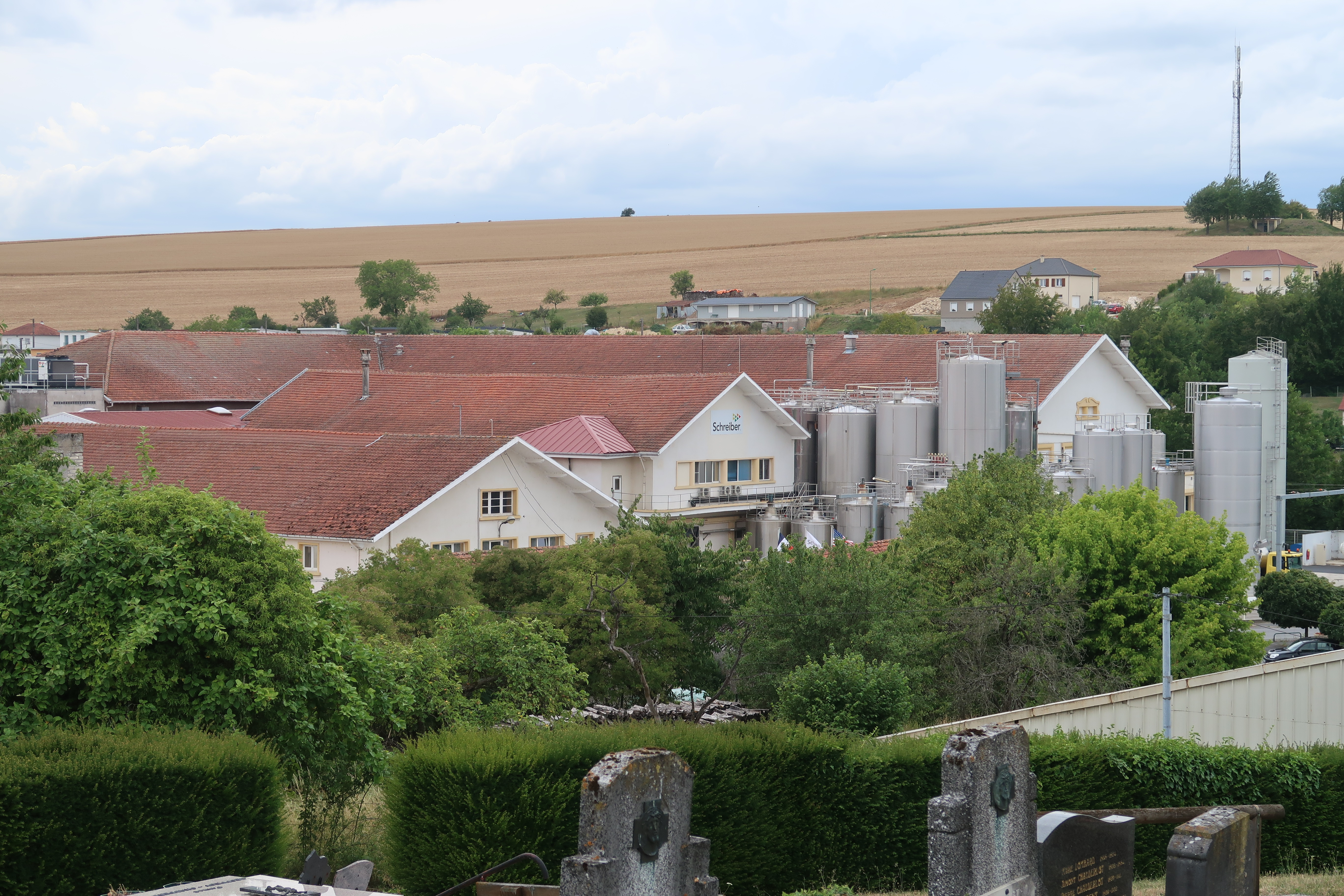
Molkereibetrieb „Schreiber“ in Clérey-le-Petite

- Kirche Saint-Vincent